# Compsophorus flavobalteatus
Compsophorus flavobalteatus är en stekelart som först beskrevs av Cameron 1906.  Compsophorus flavobalteatus ingår i släktet Compsophorus och familjen brokparasitsteklar. Inga underarter finns listade i Catalogue of Life.